# Белицкая улица (Киев)
Белицкая улица (укр. Білицька вулиця) — улица в Подольском районе города Киева. Имеет два участка. Пролегает от улиц Вышгородская и Кирилловская до улицы Северо-Сырецкая. Другой изолированный участок от улицы Кирилловская до пересечения переулков Николая Садовского и Подольский.
Примыкают переулки Розовый и Замковецкой, улицы Копайгородская и Таврическая, переулки Таврический и Белицкий, улица Гомельская, переулок Парковый, улицы Переяславская, Глуховская, Хотинская, Зимняя, переулок Пехотный, улицы Пехотная и Межевая. К изолированному участку улицы примыкает улица Бондарская.

## История
Белицкая улица — по названию местности Беличье поле — проложена в 19 веке. В начале 20 века была продлена далее на запад. Непарная сторона улицы отделена от улицы ж/д линией Киевского ж/д узла, которая до 1973 года сообщалась с основной частью ж/д переездом.  
С февраля 2019 года на перекрёстке Межевой, Белицкой и Северо-Сырецкой улиц ведётся открытым способом строительство станции метро Мостицкая.

## Застройка
Основная часть улицы длиной 2,62 км пролегает в юго-западном направлении, делая несколько плавных поворотов. Начало улицы пролегает на возвышенности параллельно ж/д линии Киевского ж/д узла. Кроме того в начале улицы имеется участок длиной 220 — между Кирилловской улицей и перекрёстком переулков Николая Садовского и Подольский, отмежёванный ж/д линией от основной части улицы и пролегающий параллельно ей.
Парная сторона начала улицы занята парком-памятником садово-паркового искусства Берёзовая Роща, непарная — зелёными насаждениями. Далее большая часть улицы занята усадебной застройкой. Частично занята многоэтажной жилой застройкой: перед примыканием Розового переулка — два 20-этажных дома — и перед примыканием Межевой улицы — один 9-этажный дом. Конец улицы непарная сторона занимает парк-памятник садово-паркового искусства Сырецкий гай (один из участков).  
Учреждения:
1. дом № 14 А — детский дом «Малятко»
2. дом № 38 Б — киевский профессиональный энергетический лицей
3. дом № 41/43 — школа № 68; киевский институт бизнеса и технологий
4. дом № 45 — расчётно-абонентский отдел «Киевгаз» № 3
5. дом № 55 — школа-интернат № 19